# 卡欽
51°29′32″N 24°48′8″E / 51.49222°N 24.80222°E
卡欽（烏克蘭語：Качин），是烏克蘭西北部的村莊，隸屬沃倫州的卡明-卡希爾斯基區。該村始建於1537年，面積6.13平方公里，海拔高度164米，2024年人口749，人口密度每平方公里148.35人。